# Hypsibius conifer
Hypsibius conifer är en djurart som tillhör fylumet trögkrypare, och som beskrevs av Mihelcic 1938. Hypsibius conifer ingår i släktet Hypsibius och familjen Hypsibiidae. Inga underarter finns listade i Catalogue of Life.